# RTVI
RTVI est une chaîne de télévision internationale russe, avec des studios basés à Berlin, Moscou, New York et Tel-Aviv, ainsi que des bureaux à Washington D.C., qui diffuse par satellite et par le câble en Europe, en Amérique du Nord, en Israël et dans certains pays de la CEI.
L'audience principale de cette chaîne est la communauté russophone dans ces pays.
RTVi appartient à Vladimir Goussinski, le fondateur de NTV, première chaîne indépendante de Russie, qui fut saisie par le gouvernement en avril 2001. RTVi et sa filiale russe Ekho TV regroupent de nombreux anciens journalistes de l'équipe de NTV, tels que Andreï Norkine, Vladimir Kara-Mourza et Viktor Chenderovitch.
La chaîne diffuse par Internet moyennant un abonnement mensuel de 4 dollars, afin que ses programmes puissent être vus en Russie.
En France, la chaîne était[Quand ?] disponible via un abonnement mensuel de 13 euros au pack RTVI Premium sur la Freebox.

## Sources
1. ↑  « https://rtvi.com/ »